# Gene Simmons
Gene Simmons (ur. 25 sierpnia 1949 w Hajfie) – amerykański muzyk, producent muzyczny, aktor i przedsiębiorca. Najbardziej znany jako „The Demon”, basista i współprowadzący wokalista hardrockowego zespołu Kiss, którego w latach 70. XX wieku był współzałożycielem z Paulem Stanleyem, Ace’em Frehleyem i Peterem Crissem.
W 2006 został sklasyfikowany na 29. miejscu listy 100 najlepszych metalowych wokalistów wszech czasów według Hit Parader, a w 2009 znalazł się na 12. miejscu listy 50 najlepszych heavymetalowych frontmanów wszech czasów według Roadrunner Records. W 2014 wspólnie z Kiss został wprowadzony do Rock and Roll Hall of Fame.

## Życiorys
Urodził się w Hajfie w północnym Izraelu jako Chaim Witz. Jego rodzice byli żydowskimi imigrantami z Węgier. Jego matka, Florence Klein (1925–2018; z domu Flóra Kovács), przeżyła internowanie w nazistowskich obozach koncentracyjnych. Ona i jej brat Larry Klein byli jedynymi członkami rodziny, którzy przeżyli Holokaust. Ojciec Simmonsa, Ferenc „Feri” Yehiel Witz (1925–2002), był stolarzem. Simmons spędził wczesne dzieciństwo w Tirat Karmel i wychował się w praktykującym żydowskim domu. W wieku siedmiu lat wraz z przyjacielem zaczął zbierać dzikie owoce i sprzedawać je na poboczach dróg.
Kiedy miał 8 lat wraz z matką wyemigrował do Stanów Zjednoczonych i osiedlił się w Nowym Jorku. Jego ojciec pozostał w Izraelu, gdzie miał kolejnego syna i trzy córki. W Stanach Zjednoczonych Simmons zmienił nazwisko na Gene Klein, przyjmując nazwisko panieńskie matki. Mając 9 lat, przez krótki czas uczęszczał do żydowskiej szkoły religijnej Yeshiva Torah Vodaas, po czym przeniósł się do szkoły publicznej. Później uczęszczał do Richmond College i Sullivan County Community College w Nowym Jorku i wybrał pseudonim sceniczny w hołdzie dla piosenkarza rockabilly Jumpin' Gene Simmonsa. Godzinami ćwiczył grę na gitarze. Zanim rozpoczęła się jego kariera muzyczna, pracował w mieście na różnych stanowiskach. Jako biegły na maszynie do pisania, był asystentem redaktora magazynu „Vogue” i spędził kilka miesięcy jako instruktor w Upper West Side.

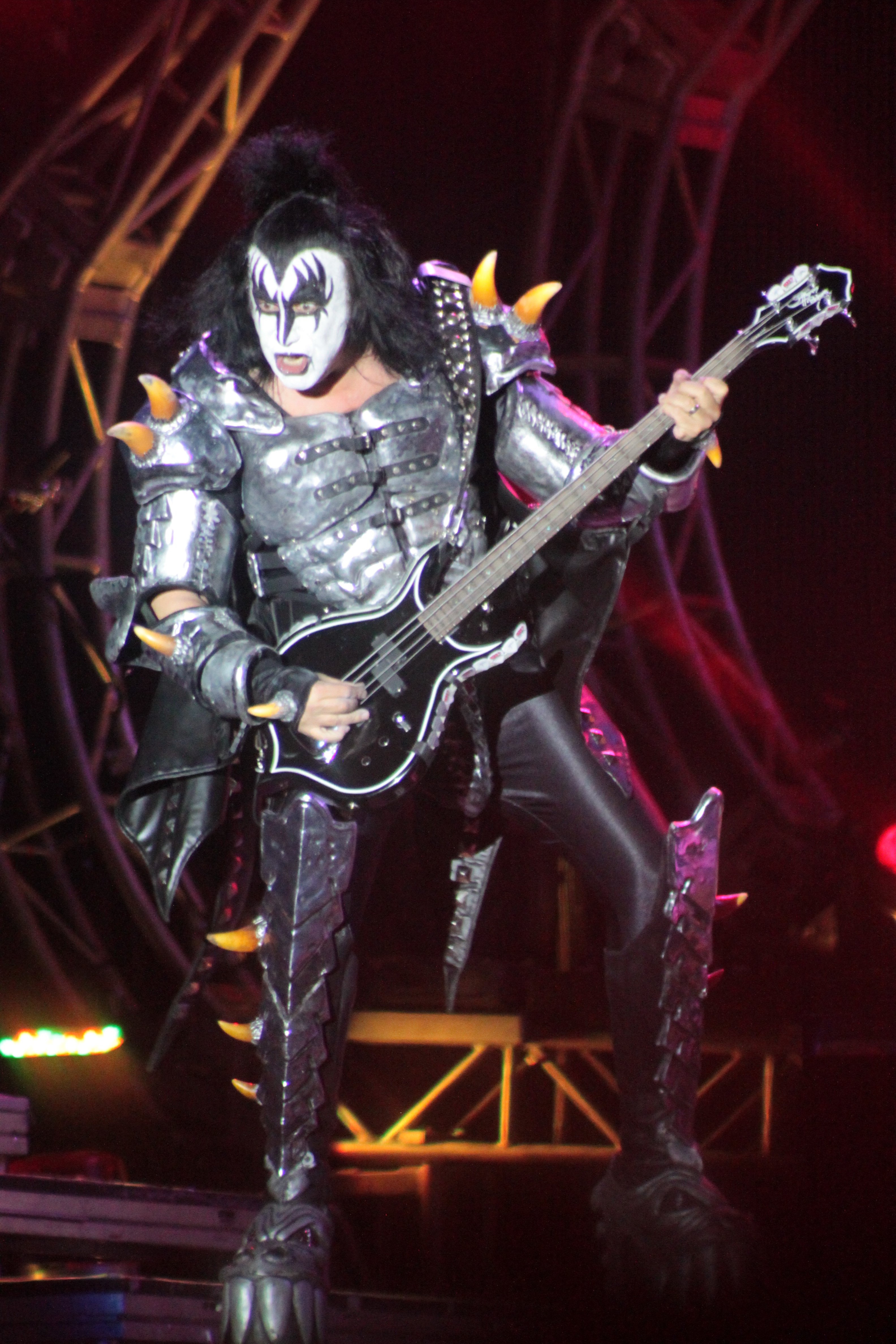
Gene Simmons podczas koncertu wraz z zespołem Kiss (2013)

Przełomowym momentem w jego życiu było obejrzenie występu grupy The Beatles w lokalnej telewizji. Od tej pory wczesnoartystyczne upodobania muzyczne Gene skierowały go w stronę stworzenia własnego stylu, który określił jako „heavy metal Beatles” i który miał istotny wpływ na kształtowanie późniejszej twórczości zespołu Kiss. Na początku pracował jako nauczyciel literatury w jednej ze szkół w Nowym Jorku. Jak większość młodzieży w tym okresie, często bywał na prywatkach, gdzie poznał Paula Stanleya.
Gene Simmons uchodzi za wyjątkowego wielbiciela płci pięknej. Jego liczne romanse stawiają go prawdopodobnie w czołówce statystyk podobnych mu idoli świata muzyki. Sam Gene tłumaczył się, że w życiu zawsze bał się angażowania w poważne uczucia. W latach 1978–1980 miał romans z aktorką i piosenkarką Cher, która poznała go z Dianą Ross – w latach 1980–1983 wielką miłością jego życia. Przez 28 lat Gene pozostawał w nieformalnym związku z aktorką i byłą modelką „Playboya” lat 80. – Shannon Tweed, z którą ma dwoje dzieci: syna Nicholasa (ur. 22 stycznia 1989) i córkę Sophie (ur. 7 lipca 1992). Para wzięła ślub 1 października 2011 Gene jest jedynym z muzyków Kiss, który pozostaje w związku i prowadzi stabilne, szczęśliwe życie rodzinne.
Nie pije alkoholu, nie zażywa narkotyków w żadnej formie i jest osobą niepalącą, co jest następstwem postanowienia z okresu studiów w żydowskiej szkole teologicznej w Nowym Jorku w końcu lat 60. Jest też publicznym propagatorem powyższych idei abstynencji. Reprezentuje filozofię życia, według której należy wyłącznie wykonywać rzeczy, które się lubi. Jest postacią budzącą liczne kontrowersje. Akceptuje egoizm jako postawę i drogę pośrednią niezbędną do uzyskania wysokiego poziomu życia, która to może dopiero umożliwić pomoc innym. Publicznie poparł Izrael w wojnie z Libanem przeciw organizacji Hezbollah w 2006 r., stając się idolem pilotów izraelskich. Wcześniej popierał też wojnę w Iraku. Niektóre publiczne wypowiedzi odnośnie do traktowania kobiet w kulturze islamskiej, mimo jego pozytywnych intencji, zostały uznane za dalece niestosowne i wręcz obraźliwe. Gene Simmons włada kilkoma językami: angielskim, niemieckim, hebrajskim i węgierskim. 
Jest nie tylko muzykiem, ale i biznesmenem, właścicielem czasopisma i wytwórni filmowej. Często jest zapraszany do udziału w programach telewizyjnych. W latach 2006–2012 występował wraz z rodziną w reality show „Gene Simmons: Family Jewels”. Był odkrywcą wielu talentów muzycznych, między innymi grupy Van Halen, jest w posiadaniu nagrań demo tejże grupy z lat 70., których produkcję sfinansował.
Wystąpił w ponad 30 filmach, w tym jako Malak Al Rahim w przygodowym filmie akcji Poszukiwany żywy lub martwy (Wanted: Dead or Alive, 1986) u boku Rutgera Hauera i w roli Joego Adlera w komedii kryminalnej Mike’a Judge’a Ekstrakt (Extract, 2009) z Benem Affleckiem.

## Działalność pozamuzyczna
W 2008 roku wziął udział w kampanii społecznej sprzeciwiającej się wprowadzeniu w amerykańskim stanie Kalifornia poprawki legislacyjnej zamykającej drogę parom jednopłciowym do zawierania małżeństw (tzw. Propozycja 8).

## Instrumentarium

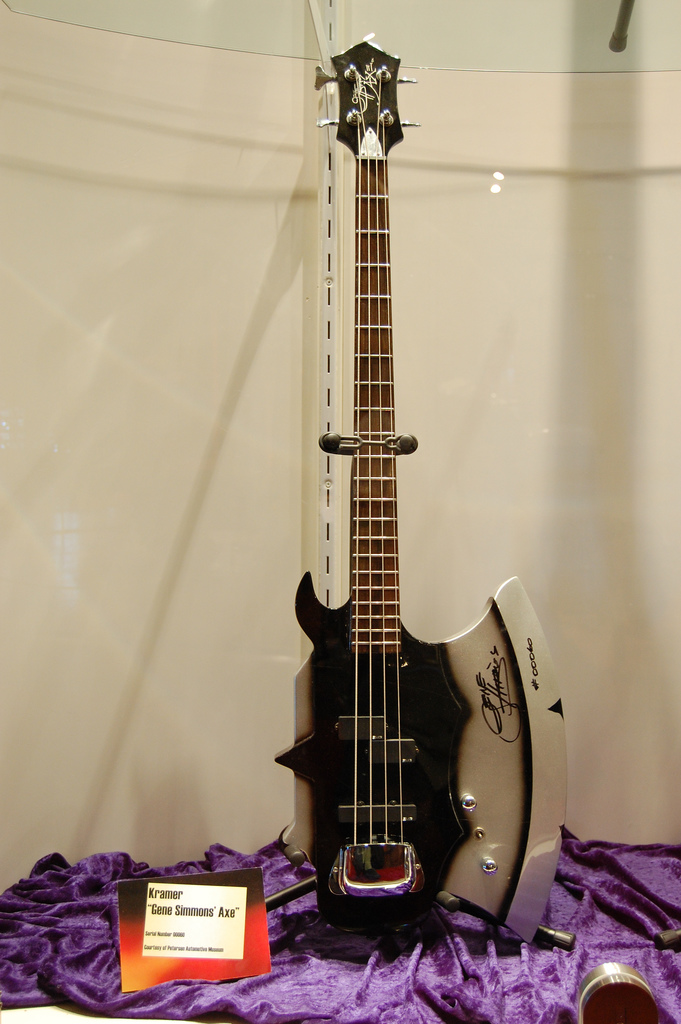
Gitara basowa Gene’a Simmonsa marki Kramer.

Gene Simmons jest autorem projektu własnej gitary basowej o kształcie topora, której używa na koncertach Kiss. Instrument o dźwięcznie brzmiącej nazwie Axe Bass wykonał lutnik Steve Car i obecnie produkuje ją pod kontrolą artysty firma Cort (wcześniej Kramer). Istnieje około 500 egzemplarzy marki Kramer. Gitarę można kupić w cenie 5000 USD w specjalnie założonym w tym celu sklepie internetowym www.gsaxe.com Zakup instrumentu pochodzącego z limitowanej edycji 250szt jakie wyprodukowano w 2009 roku, uprawnia do darmowego zakuluarowego spotkania z artystą podczas trasy koncertowej w 2010 roku, który osobiście podpisuje instrument własnej sygnatury. Aby utrzymać wartość kolekcjonerską instrumentu, każdy instrument jest numerowany a limitowana produkcja znajduje się pod ścisłym nadzorem gitarzysty. 

## Publikacje
- KISS and Make-up, 2001, Crown, ISBN 978-0-609-60855-5.
- KISS: The Early Years, 2002, Three Rivers Press, ISBN 978-0-609-81028-6.
- Sex Money Kiss, 2003, New Millennium Press, ISBN 978-1-893224-86-5.
- KISS Kompendium, 2009, Harper Design, ISBN 978-0-06-172819-8.
- Me, Inc.: Build an Army of One, Unleash Your Inner Rock God, Win in Life and Business, 2014, Dey Street Books, ISBN 978-0-06-232261-6.

## Dyskografia
Albumy solowe
| Gene Simmons                | - Data: październik 1978 - Wydawca: Casablanca Records | 22 | –   | –  | –  | - USA: platynowa płyta - CAN: złota płyta |
| Asshole                     | - Data: 8 czerwca 2004 - Wydawca: Sanctuary Records    | 86 | 200 | 25 | 23 |                                           |
| „–” album nie był notowany. |                                                        |    |     |    |    |                                           |

## Nagrody i nominacje
| Rok  | Nagroda                         | Kategoria        | Rezultat |
| ---- | ------------------------------- | ---------------- | -------- |
| 2012 | Revolver Golden Gods Awards     | Golden God Award | Wygrana  |
| 2015 | Metal Hammer Golden Gods Awards | Legend           | Wygrana  |

## Filmografia
| Rok       | Tytuł                                                                                | Rola                 | Reżyser                                             |
| --------- | ------------------------------------------------------------------------------------ | -------------------- | --------------------------------------------------- |
| 1978      | Grupa KISS walczy z fantomem (KISS Meets the Phantom of the Park)                    | „The Demon”          | Gordon Hessler                                      |
| 1984      | Ucieczka (Runaway)                                                                   | dr Charles Luther    | Michael Crichton                                    |
| 1988      | The Decline of Western Civilization Part II: The Metal Years (film dokumentalny)     | w roli samego siebie | Penelope Spheeris                                   |
| 2006–2012 | Gene Simmons: Family Jewels (reality show)                                           | w roli samego siebie | Adam Reed, Adam Freeman, Chad Greulach, Steve Paley |
| 2010      | Rush: Beyond the Lighted Stage (film dokumentalny)                                   | w roli samego siebie | Sam Dunn, Scot McFadyen                             |
| 2014      | Glad All Over: The Dave Clark Five and Beyond (film dokumentalny)                    | w roli samego siebie | Dave Clark                                          |
| 2015      | The Ritchie Blackmore Story (film dokumentalny)                                      | w roli samego siebie | Alan Ravenscroft                                    |
| 2015      | You Wanted the Best... You Got the Best: The Official Kiss Movie (film dokumentalny) | w roli samego siebie | Alan G. Parker                                      |
| 2016      | We Are X (film dokumentalny)                                                         | w roli samego siebie | Stephen Kijak                                       |